# 숫자로 읽는 부산, 넘버쇼
숫자로 읽는 부산, 넘버쇼는 매주 수요일 저녁 7시 30분에 KBS부산방송총국에서 방송된 텔레비전 프로그램이다.

## 기획 의도
누구도 생각지 못한 부산의 이야기를 전하는 텔레비전 프로그램이다.

## 방송 시간
전국 방송은 매주 화요일 오전 11시에 방송되었다.
| 방송 채널    | 방송 기간                          | 방송 시간                              |
| ------------ | ---------------------------------- | -------------------------------------- |
| 부산 KBS 1TV | 2013년 10월 30일 ~ 2014년 12월 3일 | 매주 수요일 저녁 7:30 ~ 밤 8:25 (55분) |
| KBS 1TV      | 2013년 11월 9일 ~ 2014년 4월 1일   | 매주 화요일 오후 4:00 ~ 4:55 (55분)    |
| KBS 1TV      | 2014년 4월 8일 ~ 2014년 6월 3일    | 매주 화요일 오전 11:00 ~ 11:55 (55분)  |

## 구성
- 누구 없수(數)?
- 이건 어떻수(數)?

## 진행자
- 1대 한상헌 : 2013.10.30 ~ 2014.6.11
- 2대 차재환 : 2014.6.18 ~ 2014.12.3

## 패널
- 김숙
- 안드류
- 이무영
- 주선태
- 이남미

## 방송 에피소드

### 2013년
| 회차 | 방송일    | 제목 (원제)             |
| ---- | --------- | ----------------------- |
| 1    | 10월 30일 | 부산 사투리             |
| 2    | 11월 6일  | 부산의 맛               |
| 3    | 11월 13일 | 결혼 이야기             |
| 4    | 11월 20일 | 부산의 교통             |
| 5    | 11월 27일 | 부산의 노래             |
| 6    | 12월 4일  | 부산의 목욕             |
| 7    | 12월 11일 | 부산의 연탄             |
| 8    | 12월 18일 | 부산의 어묵             |
| 9    | 12월 25일 | 숫자로 읽는 2013년 부산 |

### 2014년
| 회차 | 방송일    | 제목 (원제)                          |
| ---- | --------- | ------------------------------------ |
| 10   | 1월 1일   | 부산의 말(馬)의 해                   |
| 11   | 1월 8일   | 부산의 전통시장                      |
| 12   | 1월 15일  | 부산의 고등어                        |
| 13   | 1월 29일  | 부산의 겨울                          |
| 14   | 2월 5일   | 부산의 월급                          |
| 15   | 2월 12일  | 올드 부산                            |
| 16   | 2월 19일  | 부산의 원도심, 광포동                |
| 17   | 2월 26일  | 내 꿈을 펼쳐라, 마특고               |
| 18   | 3월 5일   | 도시의 삶을 품은, 부산의 집          |
| 19   | 3월 12일  | 부산은 영화다                        |
| 20   | 3월 19일  | 부산항은 부산이다                    |
| 21   | 3월 26일  | 멋과 맛에 취하다, 부산의 술          |
| 22   | 4월 2일   | NO.1 부산신발                        |
| 23   | 4월 9일   | 부산은 야구다                        |
| 24   | 5월 7일   | 부산의 봄을 알리는 기장 멸치         |
| 25   | 5월 14일  | 부산, 아이들이 줄었어요              |
| 26   | 5월 21일  | 동해남부선은 추억을 싣고             |
| 27   | 5월 28일  | 어른들은 몰라요, 부산의 초등학생     |
| 28   | 6월 11일  | 천생연분? 평생원수!                  |
| 29   | 6월 18일  | Again 2002년 부산                    |
| 30   | 6월 25일  | 신명의 고장, 부산의 춤!              |
| 31   | 7월 2일   | Hello! 부산의 외국인주민             |
| 32   | 7월 9일   | 힘내기 119! 부산소방                 |
| 33   | 7월 16일  | 바다야 놀자! 부산의 해양레포츠       |
| 34   | 7월 30일  | 핫하고 쿨하다! 부산의 여름           |
| 35   | 8월 6일   | 부산의 기묘한 이야기                 |
| 36   | 8월 13일  | 웃기는 도시, 웃음의 도시! 부산       |
| 37   | 8월 20일  | 패션특별시, 부산                     |
| 38   | 8월 27일  | 도시의 쉼표, 부산의 공원             |
| 39   | 9월 3일   | 더도 말고 덜도 말고 한가위만 같아라! |
| 40   | 9월 10일  | 살아있네~ 자갈치시장                 |
| 41   | 10월 8일  | 영화의 바다로~ 부산국제영화제!       |
| 42   | 10월 15일 | 시네마 천국~ 부산의 영화!            |
| 43   | 10월 29일 | 걷고 싶은 길, 부산의 갈맷길          |
| 44   | 11월 5일  | 힘내라 힘! 부산의 건강               |
| 45   | 11월 12일 | 부산을 비추는 등대이야기             |
| 46   | 11월 19일 | 부산의 젓줄, 낙동강 하구             |
| 47   | 11월 26일 | 부산 축제 어디까지 가봤니?           |
| 48   | 12월 3일  | 부산의 넘버쇼!                       |